# Speyerbrunn
Speyerbrunn ist ein Ortsteil der im rheinland-pfälzischen Landkreis Bad Dürkheim gelegenen Gemeinde Elmstein. Zuvor war er bis Ende 1975 Bestandteil der Gemeinde Wilgartswiesen gewesen.

## Geographie

### Lage
Speyerbrunn liegt mitten im Pfälzerwald innerhalb von dessen Teilgebiet Frankenweide etwa sechs Kilometer westlich der Kerngemeinde im Elmsteiner Tal. Nächstgelegene Ortschaften sind die ebenfalls zu Elmstein gehörenden Annexen Erlenbach und Schwarzbach sowie der zu Trippstadt gehörende Weiler Johanniskreuz und der Wilgartswieser Ortsteil Hofstätten.

### Erhebungen und Gewässer
Nördlich des Ortes erstrecken sich der 516 m hohe Mückenberg und der 514 m hohe Riesenberg.
Vor Ort befindet sich der Quellteich des Speyerbachs, der vor Ort nominell entspringt. In ersteren fließt aus südlicher Richtung der Erlenbach, der aus hydrologischer Perspektive als Quellfluss des Speyerbachs gilt. Zudem fließt in den Quellteich aus dem Westen der Schwarzbach. Einen halben Kilometer weiter östlich mündet von links der Enkenbach in den Speyerbach.

## Geschichte
Speyerbrunn wurde um 1754 von Holzfällern gegründet.
Nach dem amtlichen Ortschaftenverzeichnis für den Freistaat Bayern von 1928 lebten in Speyerbrunn 78 Einwohner. Das Dorf gehörte zur Landgemeinde Wilgartswiesen-Hofstätten im Bezirksamt Bergzabern, Regierungsbezirk Pfalz. Es gab eine katholische Schule.
Im Zuge einer Gebietsreform wurde der Ort am 1. Januar 1976 zusammen mit den benachbarten Orten Schwarzbach und Erlenbach in die Gemeinde Elmstein eingemeindet.

## Sehenswürdigkeiten

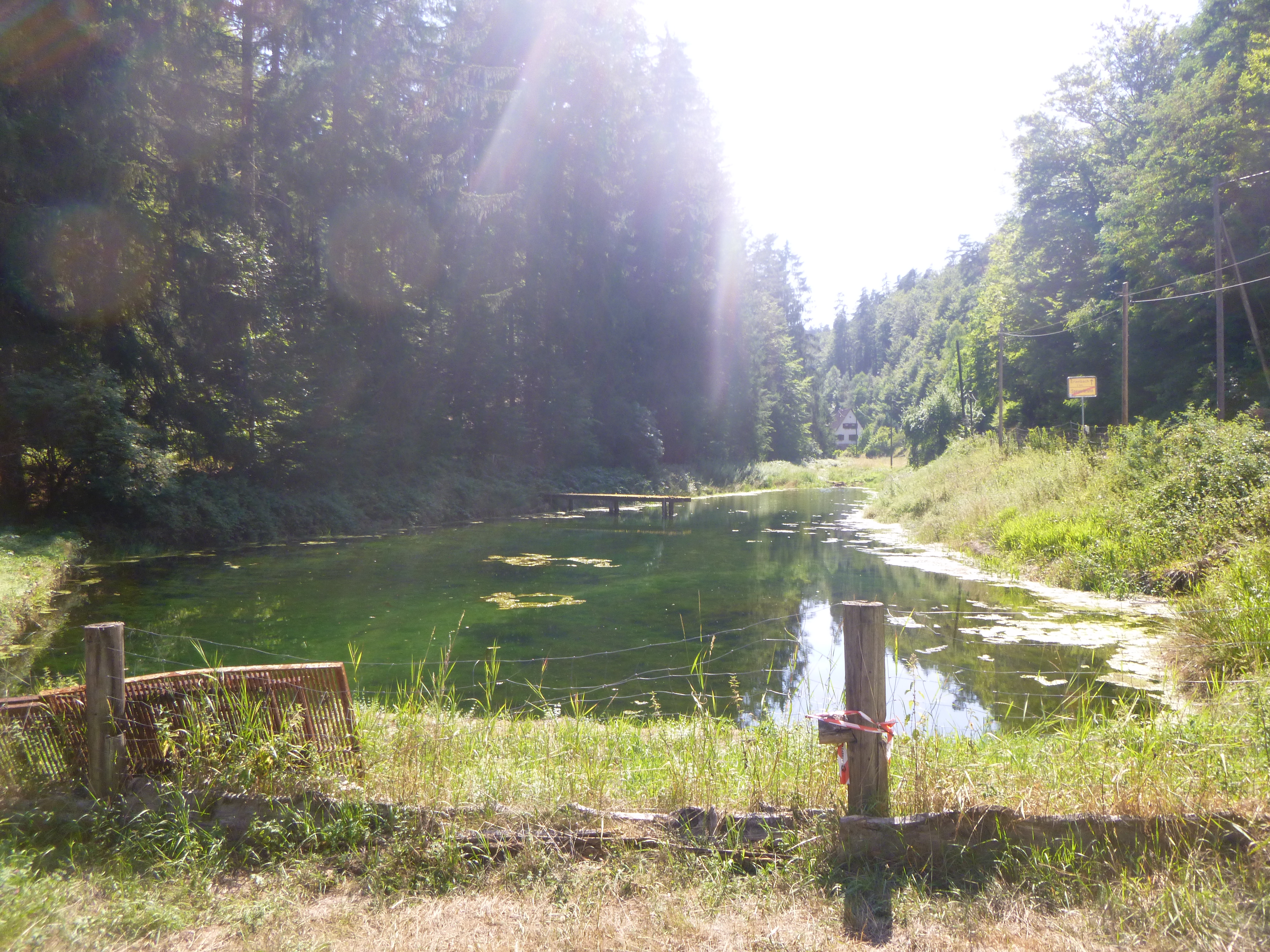
Natur- und Kulturdenkmal Speyerbrunner Woog

### Kulturdenkmäler
Seit 1997 stehen die Kirche, das alte Schulhaus und der Speyerbrunner Woog unter Denkmalschutz. Weitere denkmalgeschützte Objekte sind ein Wohnhaus in der Johanniskreuzer Straße sowie das Forsthaus.
In früherer Zeit wurden die katholischen Gottesdienste in einem Saal des Schulhauses abgehalten. Die Sandsteinkirche St. Wendelinus und Hubertus mit Zwiebeltürmchen entstand nach Plänen des Kirchenbaumeister Josef Kuld aus Mannheim. Nach der Grundsteinlegung im Mai 1932 durch Bischof Ludwig Sebastian von Speyer konnte dieser am 27. November die Kirche auf die Namen der heiligen Wendelinus und Hubertus weihen. Die kleine Kirche dient zusätzlich für die Bewohner aus den Dörfern Mückenwiese, Erlenbach und Schwarzbach.

### Rittersteine
Im Einzugsgebiet von Speyerbrunn befinden sich  mehrere Rittersteine. Ritterstein 121, der die Aufschrift Frh. v. Haacke Holsriese trägt, erinnert an eine frühere Holzriese. Ritterstein 254 Speyerbach-Ursprung – Floßwoog mit Schleuse trägt, befindet sich an der Speyerbachquelle.

## Wirtschaft und Infrastruktur

### Verkehr

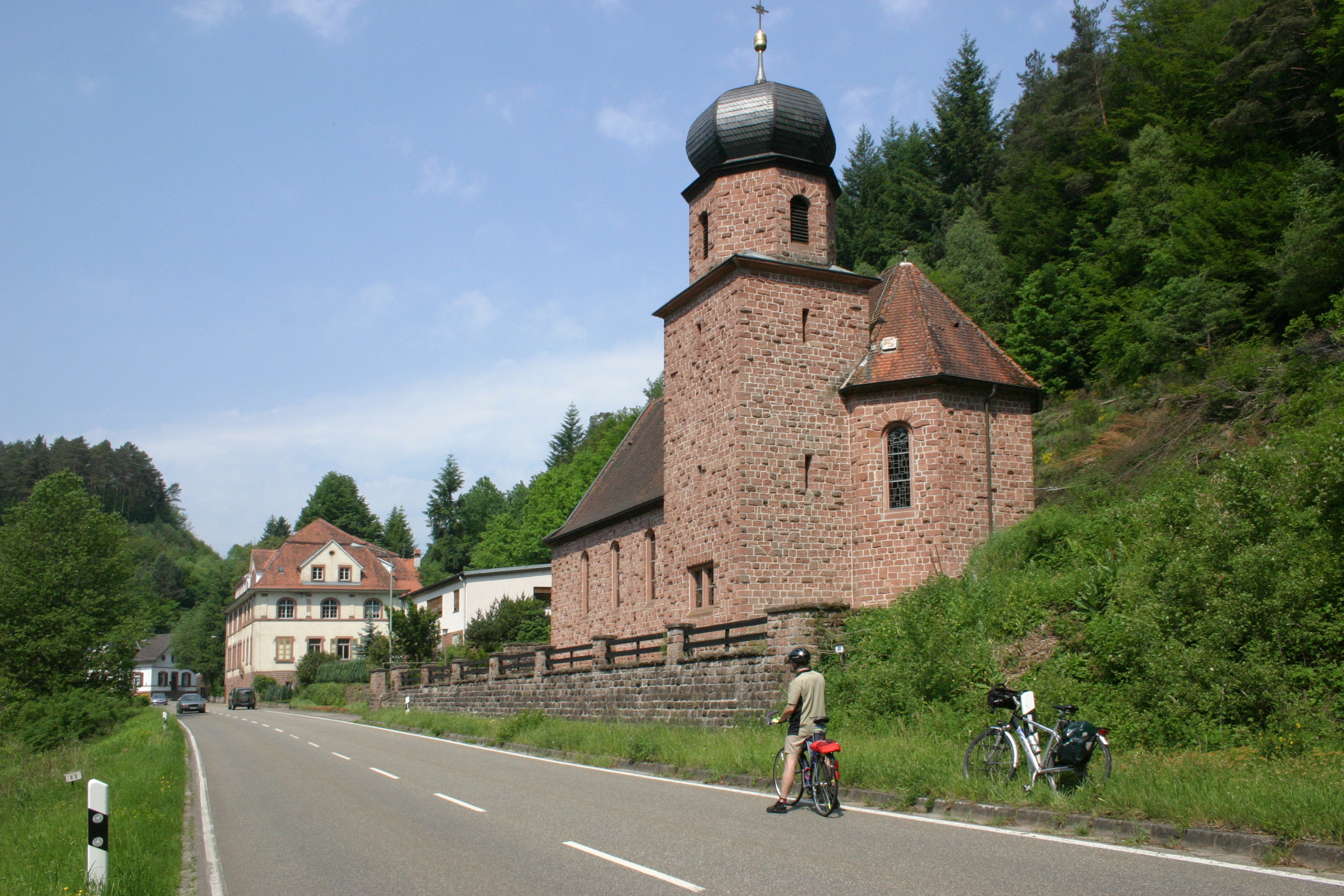
Landesstraße 499 Ortseingang von Speyerbrunn mit Kirche

Durch Speyerbrunn führt die Landesstraße 499, die den Ort mit Frankeneck und Waldfischbach-Burgalben verbindet. Vor Ort zweigt von dieser die Kreisstraße 40 ab, die zur Annexe Erlenbach führt.
Die Buslinie 517  des Verkehrsverbundes Rhein-Neckar, die von Neustadt an der Weinstraße über Helmbach, Appenthal und Elmstein bis nach Iggelbach verkehrt, fährt während der Sommersaison zusätzlich über Johanniskreuz, Speyerbrunn und Mückenwiese. Zudem existieren Schulbusse der Relation Elmstein–Mückenwiese–Speyerbrunn–Schwarzbach.

### Tourismus
Durch Speyerbrunn führen ein Wanderweg, der mit einem blau-gelben Balken markiert ist sowie der blau markierte forstgeschichtliche Wanderweg 3 Spurensuche des Forstamtes Johanniskreuz.

## Söhne und Töchter des Ortes
- Peter Marx (1956–2022), Politiker (NPD)